# Voyage vers l'enfer
Pour plus de détails, voir Fiche technique et Distribution.
Voyage vers l'enfer (Deadly Voyage), sous-titré Les Clandestins, est un téléfilm américain réalisé par John Mackenzie, diffusé en 1996.
Ce film est inspiré de l'aventure de Kingsley Ofosu, rescapé ghanéen du meurtre d'un groupe de clandestins africains commis par une partie de l'équipage du cargo MC Ruby battant pavillon bahaméen. 

## Synopsis
Le cargo est chargé de sans papiers originaire de Ghana et ces sans papiers ignore que l'enfer et l'horreur les attendent.

## Fiche technique
- Titre français : Voyage vers l'enfer : Les Clandestins ou Passagers clandestins
- Titre original : Deadly Voyage
- Réalisateur : John Mackenzie
- Scénario : Nick Davies d'après un article de presse de Stuart Urban
- Musique : John Scott
- Photographie : Dick Pope
- Montage : Graham Walker
- Costumes : Howard Burden
- Production : Bradley Adams, John Goldschmidt et Danny Glover (producteur délégué)
- Société de production : BBC, HBO et Viva Films
- Pays de production :  États-Unis
- Genre : Drame et thriller
- Durée : 90 minutes
- Première diffusion : 
  -  États-Unis : 15 juin 1996

## Distribution
- Omar Epps : Kingsley Ofosu
- Joss Ackland
- Sean Pertwee
- David Suchet
- Andrew Divoff
- Jean-Claude La Marre